# スプリウス・カルウィリウス・マクシムス・ルガ
スプリウス・カルウィリウス・マクシムス・ルガ（ラテン語: Spurius Carvilius Maximus Ruga、生年不詳 - 紀元前212年）は共和政ローマのプレブス（平民）出身の政治家・軍人。紀元前234年と紀元前228年に執政官（コンスル）を務めた。アルファベットのGを発明したとされるスプリウス・カルウィリウス・ルガは、彼の解放奴隷である。

## 経歴
父はカルウィリウス氏族としては最初の執政官となったスプリウス・カルウィリウス・マクシムスである。

### 最初のコンスルシップ
紀元前241年にローマは第一次ポエニ戦争に勝利、最初の海外領土であるシキリア属州を得た。他方敗北したカルタゴでは傭兵の反乱が発生、この混乱に乗じて紀元前238年にローマはサルディニアに上陸したが、カルタゴはこれに抵抗せずサルディニアをローマに割譲した（後のコルシカ・サルディニア属州）。
ルガは紀元前234年にルキウス・ポストゥミウス・アルビヌスと共に執政官に就任したが、併合したばかりのコルシカおよびサルニディニアで反乱が発生した。ルガはまずコルシカに上陸、続いてサルディニアを担当していたプラエトルの死後はそちらに向かい、反乱を鎮圧した。この勝利を讃え、ローマに戻ったルガは凱旋式を挙行した。

### 二度目のコンスルシップ
紀元前228年に二度目の執政官に就任。同僚執政官はクィントゥス・ファビウス・マクシムス・ウェッルコススであった。キケロによると、ルガはガリア・キサルピナの公有地を分配する法律に反対しなかったとしているが、一方ポリュビオスはこの法律は4年前に成立していたとする。

### 晩年
紀元前216年のカンナエの戦いの大敗北で、約80人の元老院議員が戦死した（当時の議員数は300人程度）。この欠員を補充する方法として、ルガはラティウムの同盟都市から元老院を選出することを提案した。これら同盟都市は、ハンニバルの圧力に屈してローマから離反する可能性があり、元老院に議席を与えることは、離反の防止にもなると思われた。しかしこの提案は憤慨と軽蔑をもって拒否された。
ルガは、紀元前212年に死去するが、このときには終身職である鳥占官（アウグル）に就任していた。

### 逸話
いくつかの資料では、ルガは妻を離縁した最初のローマ人とされている。離婚の理由は妻の不妊であった。しかし、この説は一般には否定されている。実際、このときより2世紀も前の十二表法で認められていたかもしれない。

## 参考資料
1. 1 2  Dictionary of Greek and Roman Biography and Mythology, William Smith, Editor
2. ↑  ヨハネス・ゾナラス『歴史梗概』、viii. 18.
3. ↑  キケロ『大カトー・老年について』、4.
4. ↑  ポリュビオス『歴史』、ii. 21.
5. ↑  ティトゥス・リウィウス『ローマ建国史』、xxiii. 22.
6. ↑  ティトゥス・リウィウス『ローマ建国史』、xxiii. 23.
7. ↑  プルタルコス, 『対比列伝』リュクルゴスとヌマ、3
8. ↑  アウルス・ゲッリウス『アッティカ夜話』、iv. 3.
9. ↑  Valerius Maximus, Factorum ac dictorum memorabilium libri IX, ii. 1. § 4.
10. ↑  バルトホルト・ゲオルク・ニーブール『ローマ史』、vol. iii., p. 355.